# Доломитенман
Доломитенман (нем. Dolomitenmann) — экстремальная эстафетная гонка, проводимая в сентябре в Восточно-Тирольской долине, или австрийских Доломитовых Альпах, недалеко от города Лиенц. Основатель и организатор соревнования — Вернер Гриссманн, бывший лыжник и участник чемпионатов мира. Эстафета «Доломитенман» проводится ежегодно, начиная с 1988 года. В последние годы гонка спонсируется производителем энергетического напитка Red Bull и теперь известна под новым названием — Red Bull Dolomitenmann. Самими организаторами гонка объявлена как «самая сложная эстафетная гонка в мире».

## Дисциплины
Доломитенман состоит из четырёх дисциплин: горный бег, параглайдинг, велоспорт (горный велосипед) и каноэ (слалом).

## Маршрут
Гонка начинается на городской площади Лиенца с горного забега на высоте 674 метра над уровнем моря. Участникам необходимо преодолеть расстояние приблизительно в 12 километров до вершины горы нем. Kühbodentörl, находящейся на высоте в 2441 метра. Там бегун вручную передаёт эстафетную палочку члену команды, специализирующемуся на параглайдинге, который также должен пробежать участок маршрута, причём со всем своим снаряжением — до первой точки взлета. После спуска по воздуху в нем. Moosalm, участник вновь бежит ко второму пункту взлета, после чего — спускается к Лайзаху, где его уже ждёт горный велосипедист. За многолетнюю историю мероприятия несколько раз спуск приходилось отменять из-за погодных условий.
Горный велосипедист обычно поднимается на 1600 метров (5200 футов) или больше, на дистанции приблизительно в 27 километров. После подобного «восхождения» он должен спуститься по специальной скоростной трассе до своего финиша. Команда байдарки плывёт по реке Драу: её первый участок — это «альпийский старт», или спуск с 7-метровой (23 фута) рампы в реку. После прыжка байдарка должна пройти сложный участок с порогами на реке Исель, после чего её ждёт последний спринт до главной площади Лиенца.

## Победители
За годы проведения мероприятий количество команд-участниц возросло с нескольких десятков до двух с половиной сотен. Победителями становились атлеты девяти стран разных континентов.  